# The Magnificent Moodies
The Magnificent Moodies è il primo album realizzato dal gruppo rock inglese The Moody Blues nel 1965.

## Il disco
Questo album appartiene all'era pre-psichedelica/progressive dei Moody Blues ed è dominato da un forte stile Rhythm and blues, molto in voga negli anni Sessanta grazie ai Beatles.
La formazione è quella originale con Denny Laine (chitarra e voce), Clint Warwick (basso), Michael Pinder (tastiera), Ray Thomas (flauto e voce), e Graeme Edge (batteria).
Laine e Warwick lasciarono il gruppo nel 1966, e furono sostituiti dal chitarrista Justin Hayward e dal bassista John Lodge.
L'album raggiunge la quinta posizione della rivista inglese NME.
Il disco è stato pubblicato nel Regno Unito con il titolo The Magnificent Moodies e negli Stati Uniti d'America con il titolo Go Now - The Moody Blues #1 ed una diversa disposizione e scelta dei brani.

## Tracce

### Tracce UK (The Magnificent Moodies)
1. I'll Go Crazy (Brown) – 2:08
2. Something You Got (Kenner) – 2:47
3. Go Now (Larry Banks, Milton Bennett) – 3:07
4. Can't Nobody Love You (Mitchell) – 3:57
5. I Don't Mind (Brown) – 3:22
6. I´ve Got A Dream (Berry & Greenwich) – 2:48
7. Let Me Go (Laine & Pinder) – 3:09
8. Stop (Laine & Pinder) – 2:01
9. Thank You Baby (Laine & Pinder) – 2:24
10. It Ain't Necessarily So (George and Ira Gershwin & Hayward) – 3:15
11. True Story (Laine & Pinder) – 1:41
12. Bye Bye Bird (Williamson & Dixon) – 2:45

### Tracce U.S.A. (Go Now - The Moody Blues #1)
1. I Go Crazy (Brown) – 2:08
2. And My Baby's Gone (Laine/Pinder) – 2:15
3. Go Now (Banks/Bennett) – 3:10
4. It's Easy Child (Bennett/Sandler) – 3:10
5. Can't Nobody Love You (Mitchell) – 4:00
6. I Had a Dream (Greenwich/Mann) – 2:50
7. Let Me Go (Laine/Pinder) – 3:08
8. I Don't Want to Go on Without You (Berns/Wexler) – 2:45
9. True Story (Laine/Pinder) – 1:40
10. It Ain't Necessarily So (Gershwin/Gershwin) – 2:47
11. Bye Bye Bird (Dixon/Williamson) – 2:50 (Erroneamente riportata come Bye Bye Burd)
12. From the Bottom of My Heart (I Love You) (Laine/Pinder) – 3:20

## Formazione
- Denny Laine: Chitarra, harmonica, voce.
- Michael Pinder: Piano, Organo, Mellotron, voce.
- Clint Warwick: Basso, voce.
- Ray Thomas: Percussioni, flauto, voce.
- Graeme Edge: Batteria, percussioni.

Musicisti aggiuntivi
- Elaine Caswell: Percussion.